# Villebret
 Villebret  là một xã ở tỉnh Allier thuộc miền trung nước Pháp.